# Савицкое (Липецкая область)
Сави́цкое — село Излегощенского сельсовета Усманского района Липецкой области.

## История
Впервые упоминается в Писцовой книге 1643 года, когда при набеге на соседнее село Излегоще, деревня Савицкая была сожжена татарами. В 1866 году в Савицком была построена Троицкая церковь.

## Население
| 2010 | 2011 |
| ---- | ---- |
| 94   | ↗101 |